# ペンティクトン
ペンティクトン（英: Penticton）は、カナダのブリティッシュコロンビア州内陸部に位置する都市である。面積は42.10平方キロメートル、市域人口は3万3,761、都市圏人口は4万3,432人（2016年）。ブリティッシュコロンビア州ではバンクーバーとビクトリアに次いで3番目に大きい都市であるケロウナの、オカナガン湖を挟んで南側に位置する。
静かなオカナガン湖の景観に加え、穏やかな気候であり、ゴルフ場などのリゾート地が多数存在する他、別荘地が存在する。

## 都市名の由来
ペンティクトンの由来は、セイリッシュ族の言葉で「snpintktn（永遠に滞在する場所）」である。7000年以上もの間、ペンティクトンはオカナガン原住民であるセイリッシュ族の居住地となっている。このことから、ペンティクトン市の標語は「A Place to stay Forever」となっている。

## 歴史
1800年代前期のアイルランドからの移民であるトーマス・エリスは、1865年にこの地に定住した最初の欧州人となった。この地方で一番栄えた牧場主の一人となり、北はナラマタから南はアメリカ合衆国との国境、現在のオソイヨーズ付近までの土地を取得した。彼が1892年に退職した時、その大部分の土地をオカナガン湖の周辺に小さな町を計画していた不動産業者に売った。そこから都市としてのペンティクトンが始まった。
1900年前後、開発開始当初の開発の進展はとても遅く、開発が本格的に進められるようになったのは1905年、南オカナガン不動産会社（South Okanagan Land Company）が、他にトーマス・エリスが持っていた土地を買収し分譲した時であった。開発当初に建設されたオカナガン湖東側の町とはスミス・ストリート（Smith Street、現在のFront Street）で結ばれ、それが当初の町の中心となった。
1908年には人口が600人となり、ペンティクトンは市制を施行した。
オカナガン湖やスカハ湖周辺は乾燥した岩がちのゴツゴツした地形であり、1900年代初期には陸上移動が困難なため、ペンティクトンへの主要交通手段はオカナガン湖北岸のヴァーノンとを結ぶ水上交通であった。ほとんどの交通はシカムス号（現在はSS Sicamous Heritage Parkとして湖岸上に静態保存されている）のような蒸気船に乗ってくるというものだった。
1910年には、ペンティクトンはクートニーの湖岸の交通手段として結ばれる新しいケトル渓谷鉄道（KVR、Kettle Valley Railway）の拠点となることが発表された。この決定はペンティクトンに経済的な希望をもたらし、その後の鉄道開通は多くの雇用や町の人口増加をもたらした。鉄道は地元の生産物（桃、ぶどうなど）を速く効率的に輸送出来るため、オカナガンの高品質な果物を遠距離の大市場に出荷することで果樹園業界を大幅に急成長させた。またこれにより、ペンティクトンが観光地と目されるようになった。
第2次世界大戦後には、ペンティクトンは急成長期に入った。膨大な軍人の帰郷者により人口の爆発的増加が起こり、1950年代から1960年代は建設やインフラ整備が加速し、オカナガン川の水路や数々の建設計画（新しい市役所や美術学校、最初の主要なショッピングセンターなど）が実施された。1955年3月にはホッケーチームのペンティクトン・ビースが、ホッケー・ワールドカップでソビエトチームを5-0で打ち負かし優勝し、世界的に有名になった。
2010年には鉄道開通100周年記念を迎え、ペンティクトンでは東部の旧市街地域を小さな町の魅力として再開発し、新たに建設されたサウスオカナガン・イベントセンターでは新しい集会、スポーツイベントなど様々な種類の規格が実施されるようになった。また、2000年代に入ってから、ワイン生産が急速に拡大し、ペンティクトンはワインを目的とする旅行者が急増した。

## 交通

### 道路網
都市の南北を州道97号線が結び、北はサマーランドやケロウナ、南はオリバーやオソイヨーズ、アメリカ合衆国国境まで接続している。その他に、州道3A号線が接続しており、ケレメオスやバンクーバー方面と結んでいる。

### 空港
市街地中心部から南へ3.3 km程の距離に、ペンティクトン地域空港がある。バンクーバー、カルガリーへの定期直行便が就航している。季節によっては、メキシコやヨーロッパへの直行便も出ている。

## 産業
年間を通して温暖な気候から、ブドウや桃の栽培が盛んであり、オカナガン・ワインの生産地として知られている。

## 観光
壮大なオカナガン湖と多数の果樹園に囲まれたペンティクトンは、夏季にはさまざまな地域からの観光客が集まり、湖畔には湖水浴やウォータースポーツを楽しむ人々で賑わう。さらにペンティクトン周辺には多数のゴルフ場やワイナリーが存在し、重要な観光資源として知られている。

## 教育・研究機関
ペンティクトン市街地から南に20 kmほどの場所に、ドミニオン電波天文台と呼ばれる研究機関がある。乾燥気候であり晴天率が良いことから当地に立地している。

## 姉妹都市・友好都市
- 池田町 （日本 北海道）
  - 1977年 姉妹都市提携

池田町とは、共にワインの生産が盛んな地方都市であることから、姉妹都市提携が結ばれた。オカナガン湖南岸、市街地北西部に池田町日本庭園（Ikeda Japanese Garden）と呼ばれる日本庭園がある。